# マグネシウムプロトポルフィリンIXメチルトランスフェラーゼ
マグネシウムプロトポルフィリンIXメチルトランスフェラーゼ(magnesium protoporphyrin IX methyltransferase)は、ポルフィリンおよびクロロフィル代謝酵素の一つで、次の化学反応を触媒する酵素である。
S-アデノシル-L-メチオニン + マグネシウムプロトポルフィリンIX {\displaystyle \rightleftharpoons } S-アデノシル-L-ホモシステイン + マグネシウムプロトポルフィリンIX-13-メチルエステル
この酵素の基質はS-アデノシル-L-メチオニンとマグネシウムプロトポルフィリンIXで、生成物はS-アデノシル-L-ホモシステインとマグネシウムプロトポルフィリンIX-13-メチルエステルである。
この酵素は転移酵素の一つで、特に一炭素基を転移させるメチルトランスフェラーゼである。組織名はS-adenosyl-L-methionine:magnesium-protoporphyrin-IX O-methyltransferaseである。